# Viorica Dumitru
Pour les articles homonymes, voir Dumitru.
Viorica Dumitru, née le 4 août 1946 à Bucarest, est une kayakiste roumaine. 

## Carrière
Aux Jeux olympiques de 1968 à Munich, elle termine quatrième en K-2 500 m et remporte la médaille de bronze en K-1 500 m.
Elle participe aux Jeux olympiques de 1972 à Munich et remporte la médaille de bronze en K-2 500 m avec Maria Nichiforov.
Aux Championnats du monde de course en ligne de canoë-kayak de 1973, elle est médaillée de bronze en K-1 500 m et en K-4 500 m. Aux Championnats du monde de course en ligne de canoë-kayak de 1974, elle est médaillée d'argent en K-2 500 m et médaillée de bronze en K-4 500 m. 